# Starkriet
Starkriet is de naam van een nieuw natuurgebied dat zich bevindt ten oosten van de Zuid-Willemsvaart ter hoogte van Someren-Eind in de gemeente Someren.
Het gebied ligt langs de bovenloop van de Aa en is aangelegd in 2001, nadat men meer aandacht voor waterberging begon te krijgen. Het is een relatief laaggelegen en van nature moerassig gebied. Aangezien de Aa ook 4000 ha in Limburg afwaterde, dreigde wateroverlast bij hevige regenval, waarop het Waterschap Aa en Maas een buffer wilde aanleggen. Men heeft de Aa daar weer een meanderend verloop gegeven en een overstromingsvlakte van 52 ha gecreëerd, waaromheen een kade is aangelegd. Van deze 52 ha is 40 ha in bezit van Staatsbosbeheer, en 12 ha is daaraan toegevoegd door landbouwgronden om te vormen. Deze 12 ha zijn in bezit van het waterschap. In het noorden van het gebied mondt de Eeuwselse Loop uit in de Aa.
Het gebied is toegankelijk, maar drassig. Wandelroutes zijn uitgezet, startend vanuit het centrum van Someren-Eind, en gaan deels over de kaden, deels door het gebied heen. Er zijn rietlanden en er liggen verwilderde griendbossen.